# Gonatodes albogularis
Gonatodes albogularis este o specie de șopârle din genul Gonatodes, familia Gekkonidae, descrisă de Auguste Henri André Duméril și Bibron 1836.

## Subspecii
Această specie cuprinde următoarele subspecii:
- G. a. albogularis
- G. a. bodinii
- G. a. fuscus
- G. a. notatus

## Galerie

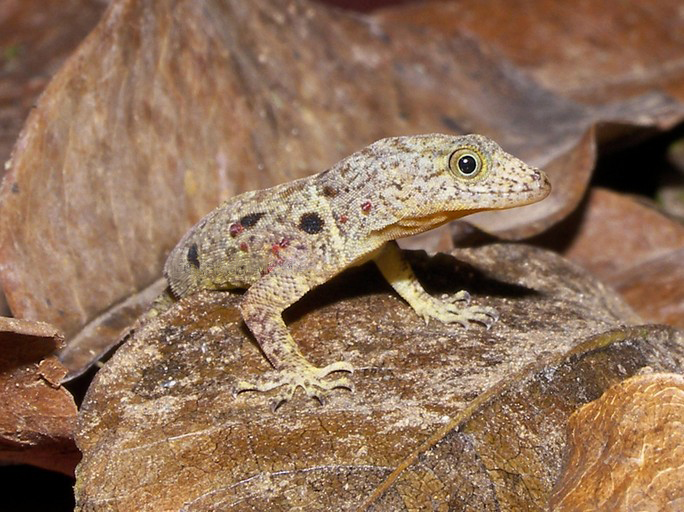
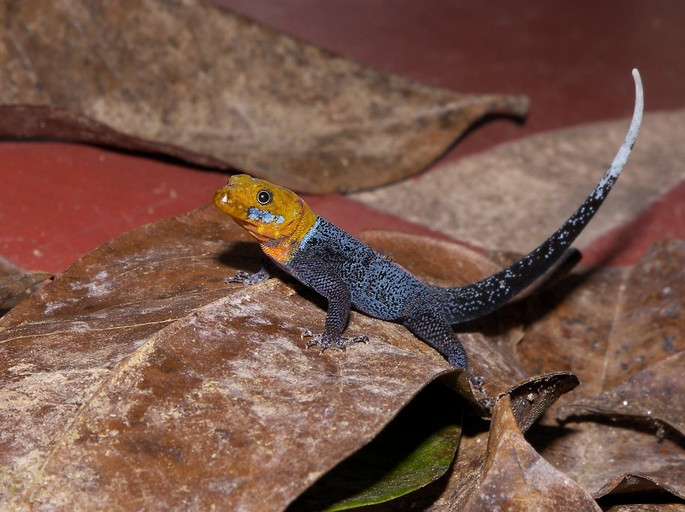